# Шпанка черноголовая
Шпанка черноголовая (лат. Epicauta megalocephala) — вид жесткокрылых насекомых из подсемейства Meloinae внутри семейства нарывников (Meloidae). Распространён в степях Палеарктики — от Австрии до Японии. Жуки являются вредителями сельскохозяйственных культур.

## Описание
Длина тела имаго 12—22 мм. Взрослые жуки одноцветные чёрные; голова красная с чёрными ротовыми органами и глазами. На темени есть узкая чёрная полоска, на которой растут белые волоски. Усики чёрные, но их первый членик частично красный. Переднеспинка заметно уже головы и надкрылий; чёрная, с тремя полосками из белых волосков. На середине диска надкрылий имеется продольная полоска из белых волосков, которая идёт от основания до вершины диска; по всему контору надкрылья имеется кайма из белых волосков.

## Экология
Жуки кормятся зелёными частями растений. К кормовым растениям имаго относятся солянка, петросимония, софора лисохвостная, а также культурные растения. Жуки часто собираются в массы.

## Размножение и развитие
Самки в конце лета и начале осени откладывают яйца в норки, вырытые в сырой почве; одна самка способна отложить от 35 до 62 яиц за жизнь. Норки, в которые откладываются яйца, диаметром от 5 до 6,5 мм и глубиной до 2,2—2,8 см. Кладку самки зарывают землёй и утрамбовывает. Яйца развиваются в течение 22—38 дней.
Только что появившаяся личинка (трингулин) начинает поиски кубышки прямокрылых (Aeropus sibiricus, Stenobotrus morio, Chorthippus apricarius, Chorthippus albomarginatus, Chorthippus biguttulus, Omocestus haemorrholidalis, Stenobothrus nigromaculatus), поиск может продолжаться от 8 до 14 дней; период питания трингулина продолжается 4—11 дней. Следующая личиночная стадия длится 3—8 дней, третья — 2—10 дней, четвёртая — 3—10 дней и пятая — 11—23 дня. Для полного развития личинкам достаточно одной кубышки.
К зиме личинки покидают кубышку и зарываются в почву на глубину до 20—40 см. Зимует в стадии ложнокуколки. В середине весны личинка, готовая окуклится, меняет расположение, поднимаясь ближе к поверхности (обычно на глубину до 5—10 см, редко до 25 см), где и начинает окукливаться. Бывают случаи, когда часть ложнокуколок впадают в диапаузу на целый год.

## В сельском хозяйстве
Жуки являются серьёзными сельскохозяйственными вредителями, которые объедают зелёные части посадок картофеля, таким образом сильно снижая урожай данной культуры. Помимо картофеля жуки питаются также на некоторых овощных (объедают молодые побеги), а также бобовых (гороха, сои, бобов, фасоли, люцерны), реже зерновых культур и хлопчатнике.